# Баклі (Вашингтон)
Баклі (англ. Buckley) — місто (англ. city) в США, в окрузі Пірс штату Вашингтон. Населення — 5114 особи (2020).

## Географія
Баклі розташоване за координатами 47°9′32″ пн. ш. 122°1′13″ зх. д. / 47.15889° пн. ш. 122.02028° зх. д. (47.158779, -122.020241).  За даними Бюро перепису населення США в 2010 році місто мало площу 10,23 км², з яких 10,03 км² — суходіл та 0,20 км² — водойми.

## Демографія
Згідно з переписом 2010 року, у місті мешкали 4354 особи в 1591 домогосподарстві у складі 1049 родин. Густота населення становила 426 осіб/км².  Було 1669 помешкань (163/км²).
Расовий склад населення:
| - 93,0 % — білих - 0,8 % — корінних американців - 0,8 % — азіатів - 0,6 % — чорних або афроамериканців - 0,1 % — вихідців з тихоокеанських островів - 1,2 % — осіб інших рас |

До двох чи більше рас належало 3,4 %. Частка іспаномовних становила 3,1 % від усіх жителів.
За віковим діапазоном населення розподілялося таким чином: 22,5 % — особи молодші 18 років, 64,5 % — особи у віці 18—64 років, 13,0 % — особи у віці 65 років та старші. Медіана віку мешканця становила 39,9 року. На 100 осіб жіночої статі у місті припадало 101,3 чоловіків;  на 100 жінок у віці від 18 років та старших — 101,4 чоловіків також старших 18 років.
Середній дохід на одне домашнє господарство  становив 64 951 долар США (медіана — 54 189), а середній дохід на одну сім'ю — 73 384 долари (медіана — 67 667). Медіана доходів становила 59 732 долари для чоловіків та 40 338 доларів для жінок. За межею бідності перебувало 15,5 % осіб, у тому числі 10,6 % дітей у віці до 18 років та 15,1 % осіб у віці 65 років та старших.
Цивільне працевлаштоване населення становило 1789 осіб. Основні галузі зайнятості: освіта, охорона здоров'я та соціальна допомога — 27,9 %, виробництво — 11,3 %, науковці, спеціалісти, менеджери — 10,5 %, роздрібна торгівля — 9,8 %.